# Shprintzen-Goldberg-Syndrom
Das Shprintzen-Goldberg-Syndrom ist eine sehr seltene angeborene Erkrankung mit den Hauptmerkmalen Marfan-Syndrom-artige Erscheinung, Gesichts-, Herz-  und Skelettauffälligkeiten,   Omphalozele und Lernbehinderung.
Synonyme sind:  SGS, Marfan-ähnliches Kraniosynostose-Syndrom; englisch Shprintzen-Goldberg Craniosynostosis Syndrome; Craniosynostosis  With Arachnodactyly and Abdominal Hernias; Marfanoid Disorder With Craniosynostosis, TYPE I; Marfanoid Craniosynostosis Syndrome
Die Bezeichnung bezieht sich auf die Autoren einer Beschreibung aus dem Jahre 1979 durch den US-amerikanischen Logopäden (speech pathologist) Robert F. Shprintzen und die US-amerikanische klinische Genetikerin Rosalie B. Goldberg.
Die Erstbeschreibung erfolgte ein Jahr zuvor durch G. Sugarman und M. W. Vogel.
Die Erkrankung ist nicht zu verwechseln mit dem „Shprintzen-Syndrom“, ein Mikrodeletionssyndrom 22q11.

## Verbreitung
Die Häufigkeit wird mit unter 1 zu 1.000.000 angegeben, bislang wurde über etwa 60 Patienten berichtet. Die Vererbung erfolgt teilweise autosomal-dominant.

## Ursache
Der Erkrankung liegen teilweise Mutationen im SKI-Gen auf Chromosom 1 Genort p36.33-p36.32, welches den Signalweg für den TGF-β reguliert, oder im FBN1-Gen im Chromosom 15 Genort q21.1 zugrunde, welches für Fibrillin-1 kodiert.
Veränderungen im SKI-Gen finden sich auch beim 1p36-Deletionssyndrom.

## Klinische Erscheinungen
Klinische Kriterien sind:
- marfanoider Habitus
- kraniofaziale Anomalien, insbesondere Kraniosynostose, herabhängende Mundwinkel, auffällige Augenbrauen, breite Nasenwurzel
- Skelettfehlbildungen
- Anomalien des Herzkreislaufsystems
- Lernbehinderungen
- Omphalozele
- Hypoplasie des Pharynx und/oder Larynx bis zur Larynxatresie

## Diagnose
Die Diagnose stützt sich auf die klinischen Befunde.

## Differentialdiagnose
Abzugrenzen sind das Marfan-Syndrom und das Loeys-Dietz-Syndrom.